# Apotrophus
Apotrophus is een kevergeslacht uit de familie van de boktorren (Cerambycidae). De wetenschappelijke naam van het geslacht werd voor het eerst geldig gepubliceerd in 1875 door Bates.

## Soorten
Apotrophus is monotypisch en omvat slechts de volgende soort:
- Apotrophus simplicicollis Bates, 1875